# استینهیل ۳۰۸۳۷
سیارک ۳۰۸۳۷ (به انگلیسی: 30837 Steinheil، نامگذاری:1991AW2) سی هزار و هشتصد و سی و هفتمین سیارک کشف شده‌است که در ۱۵ ژانویه ۱۹۹۱ کشف شد.